# Piume di struzzo
Piume di struzzo (The Birdcage) è un film del 1996 diretto da Mike Nichols, tratto dall'opera teatrale La cage aux folles di Jean Poiret e remake del celebre film Il vizietto (1978) di Édouard Molinaro.

## Trama
Armand e Albert sono una coppia omosessuale che da vent'anni gestisce un night club a South Beach (Florida), The Bird Cage; Albert, conosciuto al pubblico con il nome di Starina, è anche la punta di diamante del locale. Insieme hanno cresciuto Val, il figlio ventenne che Armand ha avuto dalla sua unica relazione eterosessuale con Katherine Archer; con loro vive anche Agador, eccentrico domestico originario del Guatemala.
Val informa il padre che intende sposare Barbara Keeley, sua collega d'università. Dopo un'iniziale titubanza, sia Armand che Albert accettano la decisione di Val, e Albert non vede l'ora di celebrare il matrimonio. Barbara è figlia di Kevin Keeley, un importante senatore repubblicano, uomo bigotto e conservatore; per assicurarsi l'approvazione dei genitori, la ragazza non ha raccontato la verità sulla famiglia del fidanzato, dicendo invece che il padre di Val è uno stimato diplomatico che lavora in Grecia.
Intanto, il senatore viene coinvolto in uno scandalo politico quando il suo collega e cofondatore della Coalizione per l'Ordine Morale viene ritrovato morto nel letto, dove aveva appena consumato un rapporto sessuale con una prostituta minorenne di colore. Per sfuggire ai mass media che non gli danno tregua, il senatore parte per Miami con la moglie Louise e con Barbara per andare a conoscere i genitori di Val, nella speranza che un matrimonio con una famiglia perbene risollevi le sorti del partito.
Sollecitato da Val, Armand decide a malincuore di celare la propria omosessualità di fronte ai futuri consuoceri. In vista dell'incontro che avverrà nella casa in cui vive con Albert, Armand rimuove momentaneamente oggetti e suppellettili che potrebbero apparire equivoci e chiede ad Albert di allontanarsi per quella serata per non far scoprire chi è davvero. Riesce poi a coinvolgere nella messinscena anche Katherine, la madre di Val, chiedendole di presenziare alla cena facendo credere di essere sua moglie. I preparativi per la serata incrinano il rapporto tra Armand e Albert, il quale non accetta di essere escluso dal suo compagno.
In attesa dell'arrivo di Katherine, in ritardo a causa del traffico, Armand e Val accolgono i Keeley e cercano di apparire disinvolti e convincenti, pur tra innumerevoli difficoltà. Al momento delle presentazioni sono costretti a cambiare cognome (da Goldman a Coleman) nel tentativo di nascondere la loro origine ebraica, mentre Agador, che si fa passare per un maggiordomo greco di nome Spartacus, si comporta in modo goffo e grottesco. A sorpresa appare Albert, travestito da donna, che si finge la madre di Val e riesce ad accattivarsi la simpatia del senatore, gestendo con prontezza di spirito equivoci e imprevisti, come quando i commensali si accorgono che le decorazioni dei piatti sulla tavola rappresentano scene omosessuali ispirate all'antica Grecia. Per avvisare Katherine di non presentarsi, Armand le lascia un biglietto sul cancello di ingresso alla casa, biglietto che però viene intercettato dai giornalisti appostati nelle vicinanze, in attesa di sorprendere il senatore Keeley.
Non trovando il biglietto al suo arrivo, Katherine si presenta agli attoniti ospiti come la madre di Val e la verità emerge: Armand e Albert confessano la loro stabile relazione omosessuale, così come Barbara e Val confessano di aver mentito ai genitori della ragazza. Confusi e sconcertati, i Keeley decidono di andarsene, convincendo anche una riluttante Barbara a seguirli. Al momento di aprire la porta per uscire, Keeley si accorge dei fotoreporter appostati all'esterno e comprende che non riuscirà a sfuggire alla pressione dei media. È Albert a trovare la soluzione per far uscire i Keeley senza che vengano riconosciuti: il senatore viene travestito da donna, con tanto di parrucca e pesante maquillage, mentre Louise e Barbara assumono un diverso look femminile. Il travestimento consente ai Keeley di uscire dalla casa passando attraverso il locale notturno di Armand e Albert, mescolandosi a ballerini e drag queen durante uno dei numeri musicali in programma, e di raggiungere l'auto dove Katherine li attende per condurli via.
Alla fine, per fortuna, il matrimonio di Val e Barbara viene celebrato alla presenza delle due famiglie riappacificate, tra le lacrime di commozione di Albert.

## Piume di struzzoeIl vizietto
La trama è rimasta molto fedele a quella di Il vizietto, da cui Piume di struzzo ha preso ispirazione. Anche quasi tutte le singole gag che resero celebre Il vizietto sono presenti: ad esempio la scena in cui Armand insegna ad Albert a comportarsi da uomo e si scontra con un brutto ceffo, la scena in cui Albert si innervosisce perché un giovane attore fa le bolle con la gomma da masticare, e molte altre.
L'unica sostanziale differenza risiede nell'ambientazione: il film originale è ambientato nella Costa Azzurra degli anni settanta, il remake nella Florida degli anni novanta.

## Accoglienza

### Incassi
La pellicola incassò 124060553 $ in Nord America e 61200000 $ nel resto del mondo, per una somma totale di 185260553 $.

### Critica
Il film ha ricevuto ottime critiche. Sul sito Rotten Tomatoes registra l'84% delle recensioni professionali positive, definendolo  un "divertente, se non assolutamente essenziale, remake della commedia francese Il vizietto". Su IMDb ha una valutazione positiva di 7,0/10. Su Metacritic ha invece un punteggio di 72 su 100 basato su 18 recensioni.

## Riconoscimenti
- 1997 - Premio Oscar
  - Nomination Miglior scenografia a Bo Welch e Cheryl Carasik
- 1997 - Golden Globe
  - Nomination Miglior film commedia o musicale
  - Nomination Miglior attore in un film commedia o musicale a Nathan Lane
- 1997 - Screen Actors Guild Award
  - Migliore cast
  - Nomination Migliore attore non protagonista a Hank Azaria
  - Nomination Migliore attore non protagonista a Nathan Lane
- 1996 - Chicago Film Critics Association Award
  - Nomination Miglior attore non protagonista a Nathan Lane
- 1997 - MTV Movie Award
  - Nomination Miglior coppia a Nathan Lane e Robin Williams
  - Nomination Miglior performance comica a Robin Williams
- 1996 - Satellite Award
  - Nomination Miglior attore in un film commedia o musicale a Nathan Lane
  - Nomination Miglior attore non protagonista in un film commedia o musicale a Gene Hackman
- 1997 - GLAAD Media Awards
  - Nomination Miglior film della grande distribuzione
- 1997 - Blockbuster Entertainment Awards
  - Miglior attore non protagonista in un film commedia a Gene Hackman
  - Miglior attrice non protagonista in un film commedia a Dianne Wiest
- 1996 - Artios Award
  - Nomination Miglior casting in un film commedia a Juliet Taylor e Ellen Lewis
- 1997 - WGA Award
  - Nomination Miglior sceneggiatura non originale a Elaine May
- 1997 - American Comedy Awards
  - Attore più divertente a Nathan Lane
  - Attrice non protagonista più divertente a Dianne Wiest
- 1997 - Art Directors Guild
  - Nomination Miglior scenografia a Bo Welch, Tom Duffield e John Dexter
- 1996 - Awards Circuit Community Awards
  - Nomination Miglior attore non protagonista a Nathan Lane
  - Nomination Miglior sceneggiatura non originale a Francis Veber, Édouard Molinaro, Marcello Danon, Jean Poiret e Elaine May
  - Nomination Miglior scenografia a Bo Welch e Cheryl Carasik
  - Nomination Menzioni onorevoli a Mike Nichols
- 1997 - Cinema Audio Society
  - Nomination Miglior montaggio sonoro a Lee Dichter e Gene S. Cantamessa
- 1997 - International Monitor Awards
  - Migliori riprese a colori a David Bernstein
- 1997 - Online Film & Television Association
  - Nomination Miglior film commedia o musicale a Mike Nichols
  - Nomination Miglior attore in un film commedia o musicale a Nathan Lane
  - Nomination Miglior attore non protagonista a Hank Azaria